# Jaco the Galactic Patrolman
Pour les articles homonymes, voir Jaco.
Jaco the Galactic Patrolman (銀河パトロール　ジャコ, Ginga Patorōru Jako) est un manga d'Akira Toriyama. Il a été prépublié entre juillet et septembre 2013 dans le magazine Weekly Shōnen Jump et a été compilé en un unique volume par Shūeisha. La version française est publiée par Glénat en juillet 2015. Il s'agit d'une préquelle à Dragon Ball.

## Synopsis
L’extraterrestre Jaco s'écrase sur Terre et rencontre Omori, un scientifique à la retraite. Jaco est un patrouilleur galactique, un policier de l'univers, venu sur Terre pour la protéger d’une attaque extraterrestre.

## Personnages
- Jaco (ジャコ, Jako?)
- Omori (大盛, Ōmori?)
- Tights (タイツ, Taitsu?)
- Katayude (固茹, Katayude?)

## Publication
La publication du manga a débuté le 13 juillet 2013 dans le magazine Weekly Shōnen Jump n°33 pour célébrer le 45e anniversaire du magazine. Il s'agit de la première œuvre d'Akira Toriyama depuis Sand Land publié en 2000. Le dernier chapitre est publié dans le magazine n°44 commercialisé le 30 septembre 2013, et propose un clin d’œil à la série phare Dragon Ball d'Akira Toriyama. Les onze chapitres de la série ont été compilés en un unique volume le 4 avril 2014 au format tankōbon et kanzenban. Chacune de ces versions comporte une histoire bonus sur la mère de Son Goku de Dragon Ball.
Dans les pays francophones, le manga est publié par Glénat en juillet 2015. En Amérique du Nord, le manga est prépublié dans le magazine Shonen Jump de l’éditeur VIZ Media deux jours après sa parution japonaise, et publié en volume relié en janvier 2015. Le chapitre bonus est également publié en avril 2014 lors de la sortie du volume japonais.

## Liste des chapitres
| no | Japonais       | Japonais                                                         | Français        | Français          |
| no | Date de sortie | ISBN                                                             | Date de sortie  | ISBN              |
| --- | -------------- | ---------------------------------------------------------------- | --------------- | ----------------- |
| 1 | 4 avril 2014   | 978-4-08-870892-8(tankōbon) (ISBN 978-4-08-908204-1) (kanzenban) | 15 juillet 2015 | 978-2-344-00660-3 |
| Liste des chapitres : - Chapitre 1 : Jaco le patrouilleur galactique (銀河パトロール地球へ, Ginga Patorōru Chikyū e) - Chapitre 2 : La découverte du patrouilleur (銀河パトロールの発見, Ginga Patorōru no Hakken) - Chapitre 3 : Le vaisseau du patrouilleur (銀河パトロールの宇宙船, Ginga Patorōru no Uchūsen) - Chapitre 4 : Le patrouilleur va en ville (銀河パトロール都に行く, Ginga Patorōru Miyako ni Iku) - Chapitre 5 : Le châtiment du patrouilleur (銀河パトロールの制裁, Ginga Patorōru no Seisai) - Chapitre 6 : Tights et le patrouilleur (銀河パトロールとタイツ, Ginga Patorōru to Taitsu) - Chapitre 7 : L'erreur du patrouilleur (銀河パトロールの失敗, Ginga Patorōru no Shippai) - Chapitre 8 : La gratitude du patrouilleur (銀河パトロール感激, Ginga Patorōru Kangeki) - Chapitre 9 : Le décollage du patrouilleur (銀河パトロール発進, Ginga Patorōru Hasshin) - Chapitre 10 : La gloire du patrouilleur (銀河パトロールの栄光, Ginga Patorōru no Eikō) - Chapitre +1 : Fin de la mission du patrouilleur ! (銀河パトロール任務完了, Ginga Patorōru Ninmu Kanryō) - Bonus : Dragon Ball - L'enfant du destin (DRAGON BALL －（マイナス）放たれた運命の子供, Doragon Bōru −(Mainasu): Hanatareta Unmei no Kodomo) |                |                                                                  |                 |                   |

## Apparition
Le personnage de Jaco apparaît par la suite dans le film Dragon Ball Z : La Résurrection de ‘F’, puis dans la série Dragon Ball Super, dans laquelle Tights fait également une rapide apparition.